# Малатија
Малатија (тур. Malatya) је град у Турској, у вилајету Малатија. Према процени из 2009. у граду је живело 403.150 становника.
Овде постоји ФК Јени Малатјаспор.

## Становништво
Према процени, у граду је 2009. живело 403.150 становника.
| 1990.   | 2000.   |
| ------- | ------- |
| 270.412 | 381.081 |